# Reiseflug

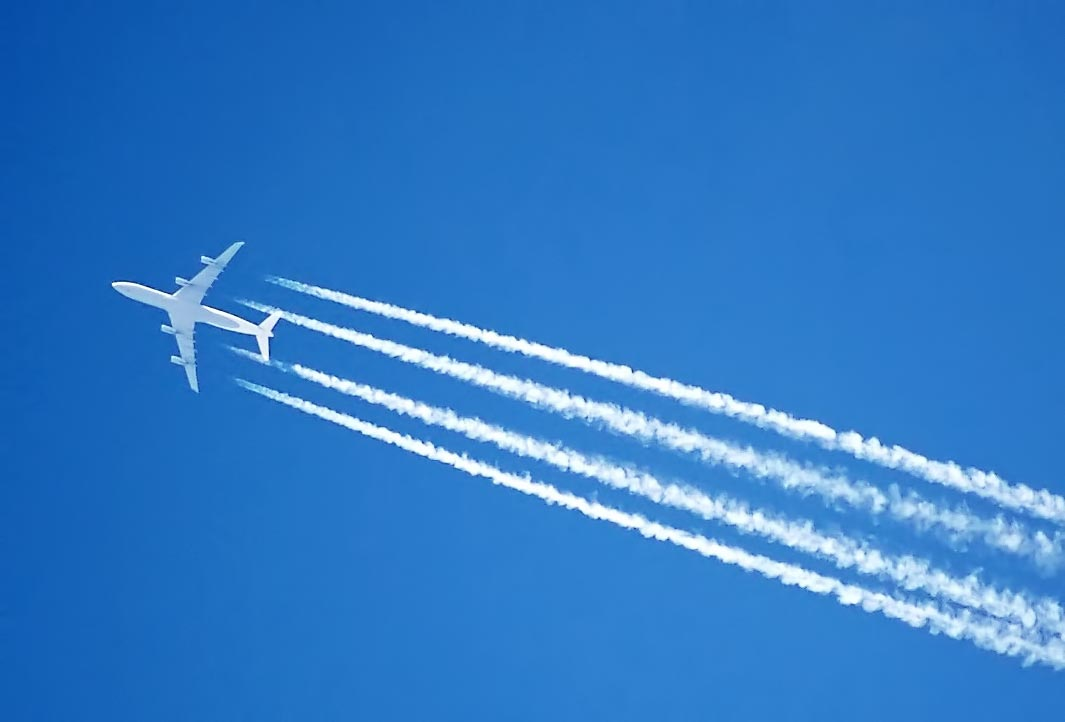
Ein Airbus A340 im Reiseflug

Als Reiseflug (englisch cruise) wird in der Luftfahrt die Flugphase zwischen dem Steigflug nach Erreichen der geplanten Reiseflughöhe und vor dem Beginn des Sinkflugs bezeichnet.

## Allgemeines
Wird während des Reisefluges die Flughöhe oder die Flugfläche gewechselt, wird dies als „Reisesteigflug“ (englisch cruise climb) oder „Reisesinkflug“ (englisch cruise descent) bezeichnet.

## Bedeutung
Mit Ausnahme von Rundflügen, bei denen der Flug am Startflugplatz endet, und sehr kurzen Flügen wird im Reiseflug der größte Anteil der Flugstrecke absolviert. Flugzeughersteller optimieren daher die Aerodynamik und die Triebwerke von Verkehrsflugzeugen auf den Betrieb in den üblichen Reiseflughöhen. Höhere Flughöhen haben den Vorteil, dass aufgrund geringerer Luftdichte der Reibungswiderstand der Luft sinkt. Außerdem können Gewitterwolken und Gebirge überflogen, Jetstreams genutzt und der Luftverkehr über Verkehrsflugplätzen gemieden werden. Mit zunehmender Flughöhe und sinkender Luftdichte sinkt allerdings auch die Effizienz der Triebwerke. 
Vor Beginn jedes Fluges wird während der Flugplanung eine Flughöhe, genauer gesagt eine Flugfläche ermittelt, die unter Berücksichtigung der maximalen Reiseflughöhe und der Luftraumstruktur für diesen Flug als am zweckmäßigsten eingestuft wird. Die geplante Reiseflughöhe ist verbindlich im Flugplan anzugeben, welcher an die Fluglotsen der Flugverkehrskontrolle (ATC) weitergegeben wird.
Wegen der unterschiedlichen Leistungsfähigkeit der verschiedenen in der Luftfahrt eingesetzten Antriebe schwanken die geplanten Reiseflughöhen zwischen etwa 9.000 Fuß Höhe über dem Meeresspiegel (engl. mean sea level, MSL, umgerechnet 2.740 m) und 43.000 Fuß MSL, umgerechnet 13.106 m. Die Leistungsfähigkeit von kolbenmotorgetriebenen Sportflugzeugen nimmt mit zunehmender Dichtehöhe stark ab, während ein modernes Mantelstromtriebwerk noch über 30.000 Fuß MSL = 9.143,70 m sehr wirkungsvoll arbeitet.
Für die Berechnung der maximalen Reiseflughöhe eines Verkehrsflugzeuges, in diesem Fall als Dienstgipfelhöhe bezeichnet, werden drei Hauptcharakteristika der jeweiligen Flugzeugtype herangezogen:
- Die maximale strukturelle Flughöhe. Sie wird während der Zulassung durch den Flugzeughersteller festgestellt und ist normalerweise durch die Festigkeit des Rumpfes gegenüber Belastungen durch die Druckkabine bedingt.
- Die durch die Triebwerksleistung limitierte maximale Flughöhe. In dieser Höhe muss genügend Triebwerksleistung für die Durchführung eines Steigfluges mit einer festgelegten Steigrate vorhanden sein.
- Die durch die Manövrierfähigkeit limitierte Flughöhe. Es müssen während des Fluges Querlagen mit einem Neigungswinkel von mindestens 33 Grad (FAA), beziehungsweise 40 Grad (JAA, EASA) ohne das Auftreten von Strömungsabrissen möglich sein.[2]

In der Flugplanung wird danach gestrebt, die Reiseflughöhe möglichst nahe an die optimale Flughöhe (engl. Optimum Altitude) zu legen. Sie liegt in den meisten Fällen ungefähr 2.000 Fuß unter der maximalen Flughöhe und orientiert sich ausschließlich an wirtschaftlichen Faktoren. Dabei werden die Treibstoffkosten den flugzeitabhängigen Kosten des Fluges gegenübergestellt. Flugzeitabhängige Kosten sind Wartungskosten und Personalkosten, die durch flugzeitabhängige Wartungsintervalle und Arbeitszeitregulierung (zum Beispiel Überstundenregelung) des fliegenden Personals entstehen. Eine hohe Reisefluggeschwindigkeit verursacht zwar hohe Treibstoffkosten, reduziert aber durch eine Verkürzung der Flugzeit die flugzeitabhängigen Kosten. Der Koeffizient aus Treibstoffkosten und flugzeitabhängigen Kosten wird als „Cost index“ bezeichnet und kann individuell für jeden Flug berechnet werden.

## Besondere Umstände im Reiseflug

### cruise climb, step climb

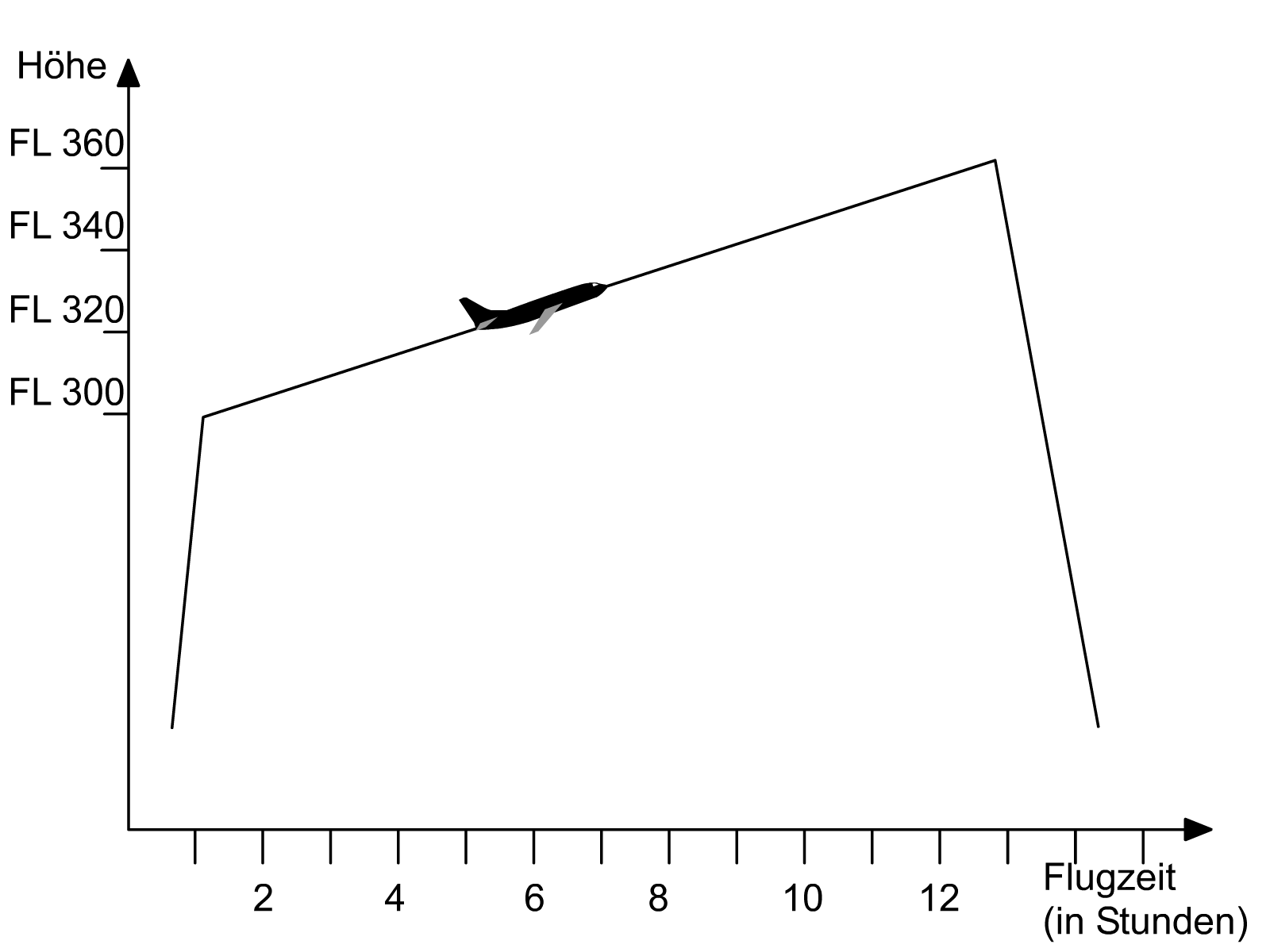
Kontinuierlicher Steigflug – cruise climb

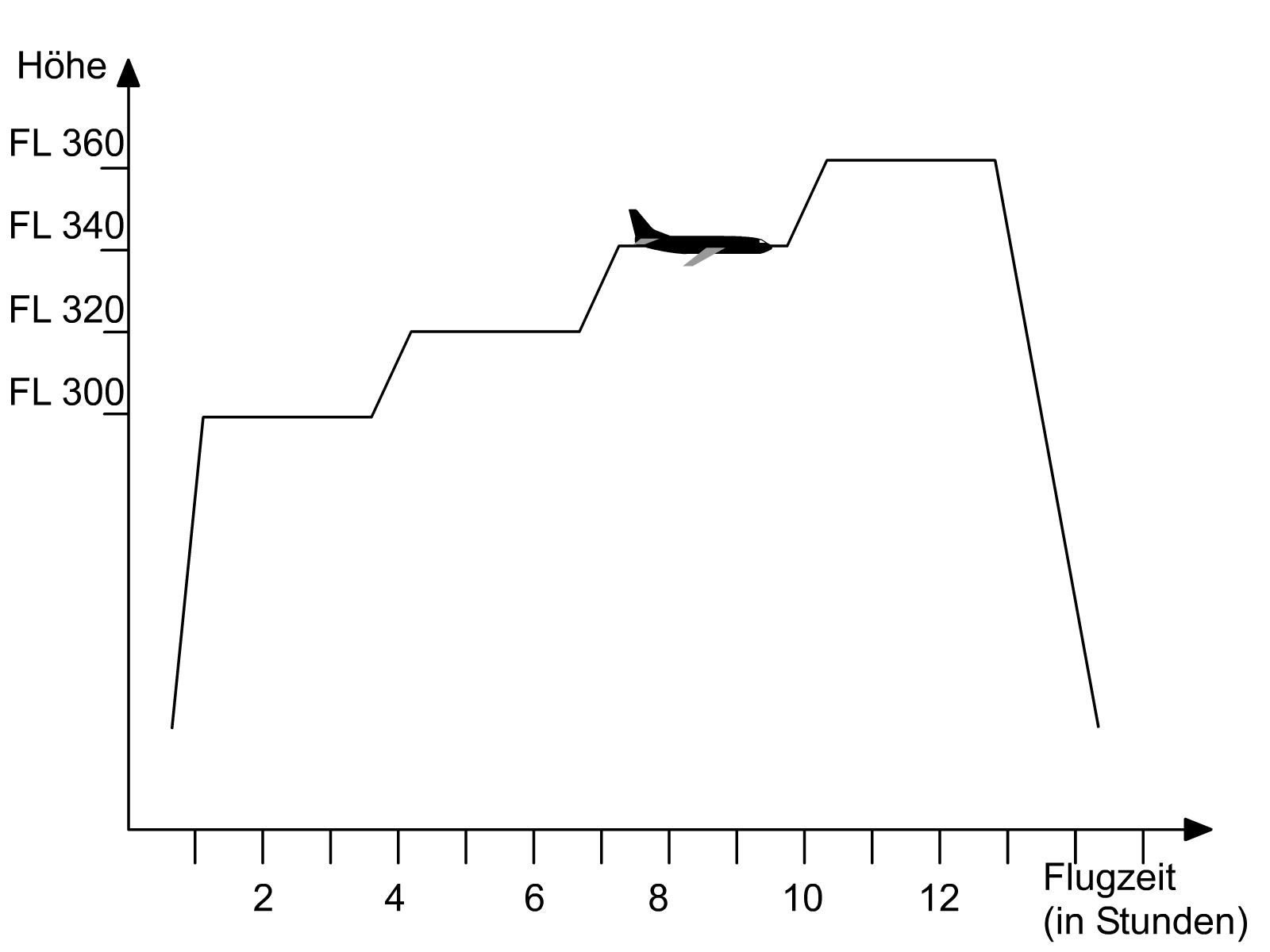
Step climb – wegen fest zugewiesener Flughöhen durch die Flugsicherung – 2000 ft „Stufen“

Der minimale Treibstoffverbrauch eines Flugzeugs pro Streckeneinheit ist nahezu unabhängig von der Höhe, aber die Geschwindigkeit, bei der er erzielt wird, ist proportional zur Masse des Flugzeugs und umgekehrt proportional zur Luftdichte. Das heißt, je schwerer ein Flugzeug ist und je höher es fliegt, desto schneller muss es sein.
Um ihre Kunden möglichst schnell ans Ziel zu bringen und um die teuren Flugzeuge möglichst gut auszunutzen, haben die Fluggesellschaften das Bestreben, möglichst hoch und damit möglichst schnell zu fliegen. Allerdings gibt es für die Flughöhe und damit -Geschwindigkeit eine Begrenzung, nämlich die Schallgeschwindigkeit. Wird sie erreicht, kann ein Flugzeug, das nicht dafür ausgelegt ist, wegen Unsteuerbarkeit abstürzen. Das heißt, dass die beste Flughöhe die größte Höhe ist, bei der die optimale Geschwindigkeit ein Stück unterhalb der Schallgeschwindigkeit liegt. Allerdings nimmt die Schallgeschwindigkeit mit zunehmender Flughöhe wegen der sinkenden Temperatur der Umgebungsluft bis auf etwa 295 m/s (ca. 1060 km/h) in der Tropopause in ca. 11 km Höhe ab.
Wenn das Flugzeug durch den Treibstoffverbrauch leichter wird, kann es etwas höher steigen, bevor seine optimale Geschwindigkeit in die Nähe der Schallgeschwindigkeit kommt.
In der Theorie wäre die ökonomischste Variante ein cruise climb, bei dem sich das Flugzeug während des gesamten Fluges in einem sehr leichten Steigflug befindet. Aus Gründen der Flugsicherheit ist dies aber nicht möglich, da ein Flugzeug in der Regel immer nur die Freigabe für eine bestimmte Flughöhe erhält.
Lediglich die De Havilland DH.106 Comet hatte 1952 als das erste Düsenverkehrsflugzeug der Welt noch ausreichend Spielraum für einen kontinuierlichen cruise climb im damals noch relativ leeren Luftraum. Nach dem Start betrug die erste Reiseflughöhe 35.000 ft. Die Comet stieg danach mit abnehmendem Gewicht stetig weiter auf 40.000 ft. Die anderen Verkehrsmaschinen dieser Zeit waren Propellerflugzeuge, sie flogen nicht in dieser Flughöhe. Propellermaschinen hatten von größeren Flughöhen keine Leistungsverbesserung zu erwarten, sondern im Gegenteil eine Leistungsverschlechterung.
Diese Freiheit wiederholte sich bei der Concorde, die 1976 in Dienst gestellt wurde. Aufgrund ihrer geringen Zahl konnte sie während ihrer Transatlantikflüge im Reiseflug kontinuierlich von FL 500 auf FL 600 (50.000 ft auf 60.000 ft, ca. 15 km auf ca. 18 km Flughöhe) steigen. Die Concorde bekam dafür von der Flugsicherung Blockfreigaben für einen Höhenbereich von jeweils 10.000 ft. Das war kein Problem, da die Concorde im Reiseflug höher flog als der übrige Luftverkehr. Durch diesen cruise climb erreichte sie direkt vor dem Beginn des Landeanflugs die maximale Flughöhe.
Für den gewöhnlichen Flugverkehr erfolgt aber dieser Steigflug im Verlauf des Fluges schrittweise, da der Pilot an die von den Fluglotsen vorgeschriebene Flugflächen gebunden ist. So wird der cruise climb als step climb (Stufensteigflug) ausgeführt. Auch der step climb schafft natürlich wieder Koordinierungsprobleme und Mehraufwand für die Flugsicherung und ist im überfüllten europäischen Luftraum nicht immer möglich.

### Wetter

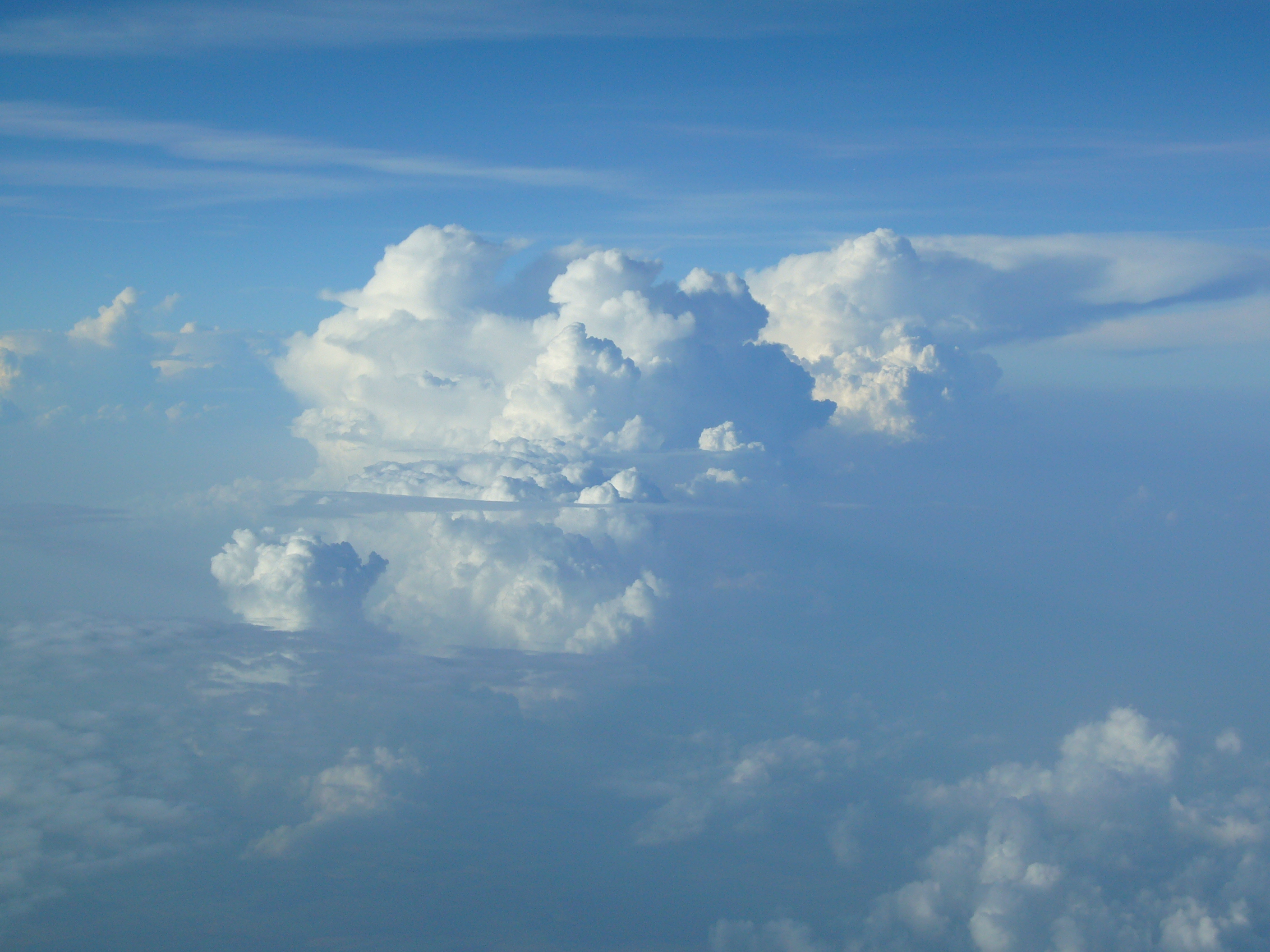
Gewitterwolke aus der Sicht von 8.000 Meter Flughöhe

In der Atmosphäre der Erde sind die meisten Wettererscheinungen, insbesondere Wolken, innerhalb der Troposphäre möglich. An die Troposphäre grenzt direkt die Tropopause, der Beginn des wetterlosen Bereiches der Atmosphäre, der bei Weitem der größere ist. An der Grenze zur Tropopause bildet sich eine kennzeichnende, örtlich begrenzte Windentwicklung, die Jetstreams. Es handelt sich dabei um bis zu 100 Kilometer breite und drei Kilometer hohe Windstraßen mit der größten Windgeschwindigkeit von durchschnittlich etwa 200 Kilometer pro Stunde in ihrem Zentrum.
Jetstreams werden bei der Planung von Langstrecken-Flugrouten ausgenutzt. Teilweise wird ein Umweg in Kauf genommen, um mit Rückenwind in das Zentrum eines Jetstreams zu gelangen. Der Geschwindigkeitszuwachs gegenüber dem Boden sorgt aber dafür, dass das Flugziel mit weniger Treibstoffverbrauch erreicht wird. Ebenso kann es sinnvoll sein, einem der Flugrichtung entgegen gerichteten Jetstream auszuweichen. Die Position und Stärke von Jetstreams sind Teil des allgemeinen Wettergeschehens. Ähnlich wie andere Wetterphänomene folgen sie zwar im Mittel bestimmten Regeln. Im Detail lassen sie sich jedoch nur für einige Tage vorhersagen.
Eine Nebenerscheinung der Jetstreams sind Clear Air Turbulences (CAT). Unter gewissen Umständen bilden sich am Rande eines Jetstreams Turbulenzen, ähnlich den Wasserwirbeln in einem Fluss zwischen Flussmitte und Flussufer. Sind diese Turbulenzen den Meteorologen bekannt, werden sie als CAT-areas auf den Wetterkarten für die Luftfahrt eingezeichnet. Die Piloten können je nach ihrer Beurteilung der Schwere der Turbulenzen in diese Gebiete einfliegen oder sie meiden. Die Bezeichnung clear air kommt aus dem Umstand, dass die Turbulenzen ohne sichtbare Warnung in Form einer Wolke plötzlich in klarer Luft auftreten. Im Zentrum eines Jetstreams ist es in der Regel ruhig.
Gewitter sorgen zudem regelmäßig dafür, dass Piloten von der geplanten Flugroute abweichen müssen, um nicht mit gefährlichen Turbulenzen, Hagel und Blitzschlag in einem Gewitter konfrontiert zu werden. Gewitter haben eine regional und saisonal unterschiedliche Höhe. Am höchsten werden Gewitter in der tropischen Konvergenzzone um den Äquator, sie reichen dort bis in eine Höhe von bis zu 16 Kilometern und können von gewöhnlichen Verkehrsflugzeugen nicht überflogen werden. Bei direkter Durchquerung von Gewitterwolken könnte, abgesehen von der Gefahr eines Blitzschlags, das Flugzeug strukturellen Schaden durch die starken Turbulenzen im Inneren der Gewitterwolke nehmen. Die Piloten sind aus diesem Grund angehalten, einen Sicherheitsabstand zu Gewitterwolken einzuhalten.

## Aufgaben der Besatzung

### Cockpitcrew
In der Regel besteht die Cockpitcrew eines Verkehrsflugzeuges aus zwei Piloten, die sich die Aufgaben in jeder Flugphase zweckmäßig aufteilen. Während der pilot not flying (PNF) Schreibarbeiten, den Flugfunk und andere administrative Tätigkeiten erledigt, ist der pilot flying (PF) nur für die Handhabung des Flugzeugs, insbesondere seiner Steuerung zuständig. Das beinhaltet auch die Überwachung und Bedienung des Autopiloten, der normalerweise während des gesamten Reisefluges aktiviert ist. Beide Piloten sind aber für die ununterbrochene Beobachtung des Luftraumes verantwortlich, um eine Kollision zu vermeiden. Zur Routine gehört außerdem das regelmäßige Abfragen von Wetterinformationen bezüglich der möglichen Notlande- oder Ausweichflugplätze und des Zielflugplatzes sowie die Beobachtung des bordgestützten Wetterradars zur Auffindung und Vermeidung von Gewitterzellen. Dafür stehen mehrere Kommunikationssysteme zur Verfügung: ATIS, VOLMET-Funkdienst der Wetterstationen und ACARS.
Des Weiteren werden in festgelegten Zeitabständen die Treibstoffreserven überprüft, als sogenannter fuel check. Auch die Vorbereitungen für den Landeanflug werden während des Reiseflugs erledigt, insbesondere das Programmieren des Bordcomputers, die Einstellungen an den Navigationsempfängern und das Approachbriefing, bei dem Punkt für Punkt der Ablauf des Landeanfluges und eines möglichen Durchstartemanövers besprochen werden muss.

### Kabinencrew
Die Kabinencrew beginnt in der Regel mit dem Service bereits vor Erreichen der Reiseflughöhe, und zwar nach dem Ausschalten des Anschnallzeichens durch die Piloten während des Steigfluges. Neben der Versorgung mit Essen und Getränken wacht die Kabinencrew über das gesundheitliche Wohlergehen der Passagiere. Häufig treten während des Reisefluges unvorhergesehene medizinische Notfälle auf, die die Leistung von erster Hilfe, das Ausrufen eines Arztes und die Koordination mit den Piloten in Hinsicht auf eine Notlandung aus medizinischen Gründen erfordert.
Wirtschaftliche Tätigkeiten wie der Verkauf von zollfreier Ware und anderen Gütern kommen, wenn es die Zeit erlaubt, dazu. Die Kabinencrew wird in der Regel durch das Einschalten des Anschnallzeichens durch die Piloten darauf hingewiesen, dass der Reiseflug beendet ist und der Sinkflug eingeleitet wurde. Dies stellt eine wichtige Information für die Arbeitseinteilung der Kabine dar.
Flugbegleiter bei Flugzeugen für den Transport von Gütern oder lebenden Tieren sind in erster Linie für die Versorgung der Cockpitbesatzung während des Fluges zuständig, aber auch für die Versorgung der den Tiertransport begleitenden Tierpfleger.

## Gefahren im Reiseflug

### Gesundheitliche Risiken
Die Technik der Druckkabine moderner Verkehrsflugzeuge führt zu einer Austrocknung der Atemluft in der Flugzeugkabine. Der Körper verliert Flüssigkeit durch das Abatmen von feuchter Luft. Dieser Umstand kann sowohl bei der Besatzung als auch bei den Passagieren zu gesundheitlichen Problemen führen, die von Konzentrationsstörungen durch Austrocknung bis zu Blutgerinnselbildung (Reisethrombose) reichen.
Die meisten Verletzungen durch Turbulenzen ereignen sich ebenfalls im Reiseflug. Dies betrifft vor allem die Flugbegleiter, die sich während des Serviervorganges schlecht gegen Verletzungen durch plötzlich auftretende Turbulenzen schützen können.
Bei den Passagieren sind Herz-Kreislauf-Störungen die häufigste Ursache für medizinische Notfälle während des Reisefluges, wobei der Grad der Vorerkrankung oder Vorschädigung eine bedeutende Rolle spielt. Das bedeutet, dass nur ein geringer Anteil dieser Notfälle ursächlich mit der Situation im Reiseflug im Zusammenhang stehen, in den meisten Fällen bringt der Passagier die Krankheit in die Kabine mit, ohne für den Flug ausreichend vorbereitet zu sein.
Wenig erforscht ist die Auswirkung der Bestrahlung durch kosmische Strahlung, wie sie in großer Flughöhe und in der Nähe der Polkappen verstärkt auf Besatzung und Passagiere einwirkt. Es ist möglich, rechnerisch die Strahlendosis zu ermitteln, die während eines bestimmten Fluges aufgenommen wird. Der Wert hängt vom Breitengrad, Flughöhe und -dauer, und der aktuellen Sonnenfleckenaktivität ab und erreicht bei Interkontinentalflügen über die Pole (etwa von New York nach Bombay) ca. 100 μSv pro Flugstrecke, etwa ein Zehntel des ICRP-Jahresgrenzwertes für die Allgemeinbevölkerung. Die Bevölkerungsdosis für alle Flugpassagiere zusammen wurde auf ca. 40 kSv/a geschätzt (2000–2013). Fluggesellschaften werden in zunehmendem Maße per Gesetz dazu angehalten, die Strahlenbelastung ihrer Mitarbeiter aufzuzeichnen, sofern diese über einem Millisievert (mSv) pro Jahr liegt, und diesen Faktor in die Gestaltung des Dienstplanes einzubeziehen.
Medizinische Notfälle während des Reisefluges veranlassen die Kabinencrew, einen Arzt auszurufen. In Absprache mit dem Arzt, der Kabinencrew und dem Passagier muss der verantwortliche Pilot entscheiden, ob eine unplanmäßige Zwischenlandung durchgeführt oder der Flug zum Reiseziel fortgesetzt wird. Einer Studie von über tausend medizinischen Notfällen während des Fluges (engl. inflight medical emergency, IME) zufolge waren die Hauptursachen für ungeplante Zwischenlandungen in diesem Zusammenhang Herzbeschwerden (28 Prozent), neurologische Störungen (20 Prozent) und Lebensmittelvergiftung (20 Prozent).
Für die Leistung von erster Hilfe steht der Crew eine Bordapotheke zur Verfügung, die auch medizinische Ausrüstung wie Blutdruckmessgerät und Defibrillator umfasst, und deren Vollständigkeit vor jedem Flug überprüft und dokumentiert werden muss.

### Luftfahrtbezogene Risiken
Die Gefahr einer Kollision zwischen zwei Flugzeugen im Reiseflug ist verhältnismäßig gering, dennoch kam es in der Vergangenheit vereinzelt zu Zusammenstößen. Die Gründe dafür sind stark von den einzelnen Umständen abhängig. Es ist eine ganze Kette von Fehlern nötig, um dieses Ereignis eintreten zu lassen. Prinzipiell sind die Fluglotsen für die räumliche Trennung (Separation) der durch sie überwachten Luftfahrzeuge verantwortlich, aber auch die Piloten sind zur ständigen Luftraumbeobachtung und Kollisionsvermeidung verpflichtet. Technische Unterstützung dafür wird durch Sekundärradar und Verkehrsbenachrichtigungs- und Kollisionsvermeidungssystem geboten.
Bei Flügen in großer Höhe besteht die Gefahr des plötzlichen oder schleichenden Druckverlustes, was einen Notabstieg (emergency descent) erfordert. Die Ursache kann eine durch Materialermüdung beschädigte Flugzeugaußenhaut oder ein Defekt der Druckluftzufuhr durch die Kompressoren der Triebwerke oder deren Regelung (Druckkabine) sein. Dabei werden Besatzung und Passagiere kurzfristig mangelhaft mit Sauerstoff versorgt, was zu Problemen durch Hypoxie führen kann. Durch Vorschriften der Luftfahrtbehörden müssen Flugzeugkabinen mit Sauerstoffmasken ausgerüstet sein, die bei einem Druckverlust in der Kabine automatisch aus der Halterung oberhalb der Passagiersitze gelöst werden und für eine bestimmte Zeit Sauerstoff abgeben. Für die Cockpitcrew stehen eigene Sauerstoffbehälter und Masken zur Verfügung, die als Vollmasken ausgeführt sind und mit dem Griff einer Hand schnell über Nase und Mund gezogen werden können (Quick Doning Mask).
Durch die immer kälter werdende Luft mit zunehmender Flughöhe und der damit verbundenen Abnahme der Schallgeschwindigkeit geraten Verkehrsflugzeuge im Reiseflug an ihre zulässige Maximalgeschwindigkeit, die von den Flugzeugherstellern durch die MMO (Mach Maximum Operating  Number) in Form einer dimensionslosen Mach-Zahl angegeben wird. Sie liegt etwas unterhalb der kritischen Mach-Zahl und verhindert damit, dass es an den Tragflächen zu Grenzschichtablösungen als Ursache von Strömungsabrissen und einem damit verbundene Absturzrisiko sowie zu sprunghaft auftretenden extremen mechanischen Belastungen der Flugzeugstruktur kommen kann. Mach 1 bezeichnet die Schallgeschwindigkeit. Die meisten Verkehrsflugzeuge haben eine zulässige Höchstgeschwindigkeit von Mach 0,7 bis Mach 0,9. Die Machzahl kann nicht von dem barometrischen Fahrtmesser abgelesen werden, sondern muss durch einen rechnerischen Vorgang mittels Bordcomputer ermittelt werden und wird durch das Machmeter angezeigt. Verkehrsflugzeuge sind in der Regel mit dieser Instrumentierung ausgerüstet.

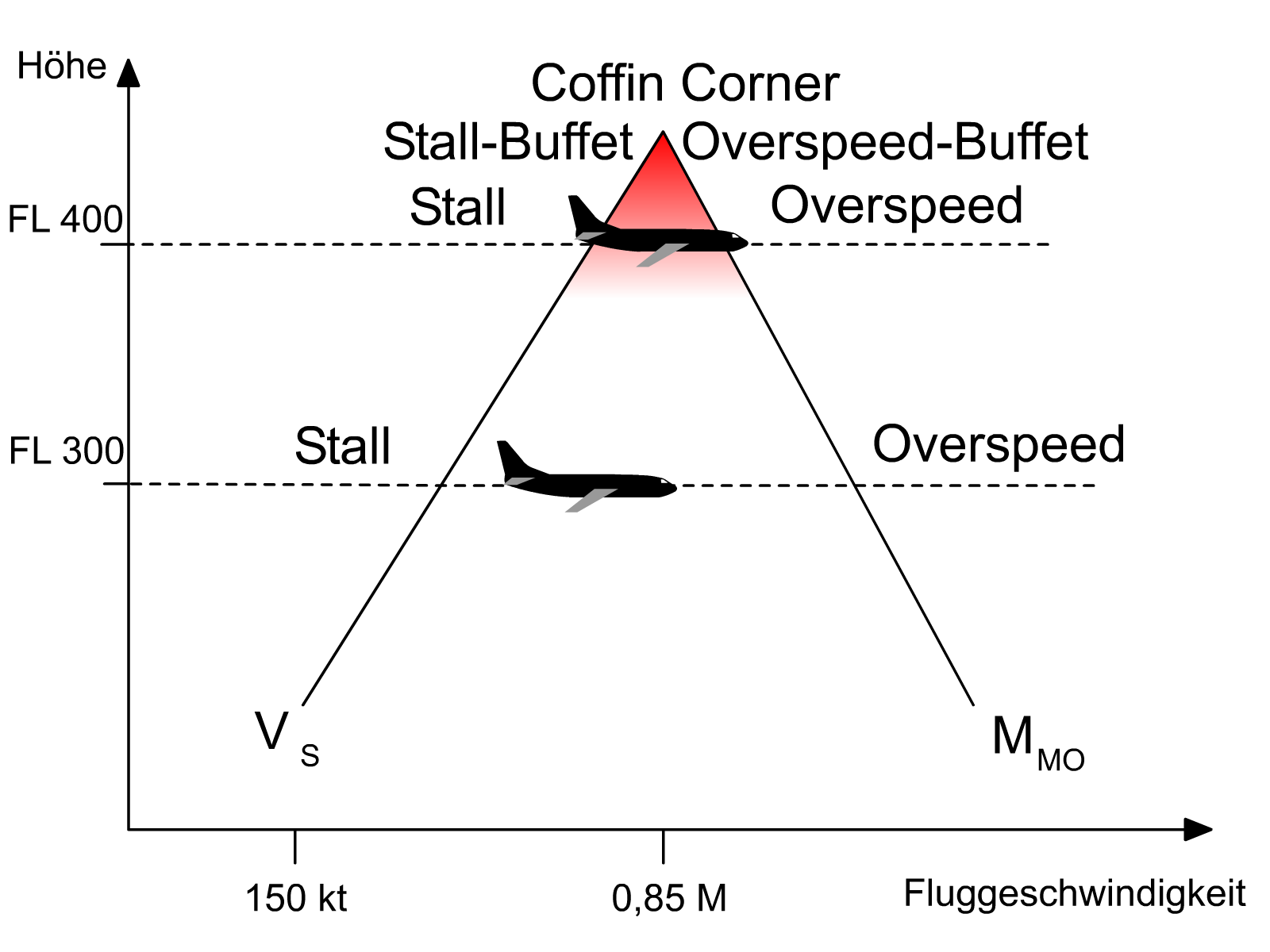
Bild 1: Coffin Corner – „Sargecke“ (rot markierter Winkel)

Ein besonderes aerodynamisches Kennzeichen von Flügen in großer Höhe ist der sogenannte Coffin Corner, direkt übersetzt: Sarg-Ecke. Damit wird eine aerodynamische Situation beschrieben, bei der eine Geschwindigkeitserhöhung eine Machzahlüberschreitung bedeutete, während im gleichen Moment eine Geschwindigkeitsreduzierung zum Strömungsabriss führen würde. Diese Situation kann grafisch durch den Schnittpunkt zweier Kurven dargestellt werden, der Schnittpunkt bildet eine Ecke, daher die Bezeichnung coffin corner. Sowohl Machzahlüberschreitung (high speed stall) als auch Strömungsabriss (low speed stall) führen zum Auftriebsverlust und im ungünstigsten Fall zum Absturz. Eine fühlbare Vorstufe des high speed stall ist das high speed buffet, ein niederfrequentes Rütteln, das im Übergang vom Unterschallbereich in den Überschallbereich an den Tragflächen durch kurz aufeinanderfolgende kleine Verdichtungsstöße erzeugt wird. Wird dem Flugzeug in dieser Phase keine Energie zugeführt, bremst es selbstständig durch den vom Verdichtungsstoß erzeugten hohen Luftwiderstand ab und kehrt in den Unterschallflug zurück.
Durch den Einsatz von Autopilot und Autothrottle (automatisch angesteuerte Leistungshebel) im Zusammenspiel mit dem Bordcomputer sind Zwischenfälle im Zusammenhang mit den coffin corner heute äußerst selten.
Ermüdung der Piloten während des Reisefluges führt gelegentlich zu Konzentrationsfehlern, die zwar an sich noch keine Katastrophe auslösen, aber eine Störung des Flugbetriebes darstellen. Dazu gehört das Überhören von Anrufen durch die Flugverkehrskontrolle, die Funkfrequenz auf den nächsten Flugverkehrskontrollsektor zu wechseln. Wenn sich die Piloten nicht bei der Flugverkehrstelle melden, dessen Gebiet sie überfliegen, gilt der Flug als „nicht identifiziert“ (unidentified traffic). Das kann einen Abfangeinsatz durch die Luftstreitkräfte des Landes nach sich ziehen, in Deutschland stehen dafür rund um die Uhr Alarmrotten der Luftwaffe bereit, die für einen sogenannten „Quick Reaction Alert“ (QRA, sinngemäß zu deutsch „schnell reagierender Alarmeinsatz“) bereit sind. Die Identifizierung dient in erster Linie zur Erhebung der Streckengebühren und zur Überprüfung der Überflugsgenehmigung.
Nach der Publikation eines führenden Flugzeugherstellers ist das statistische Risiko eines Absturzes während des Reisefluges relativ gering. Die Todesrate ist jedoch höher als bei allen anderen Flugphasen, da es unwahrscheinlich ist, einen Absturz aus großer Höhe zu überleben.

### Auswirkungen auf die Umwelt

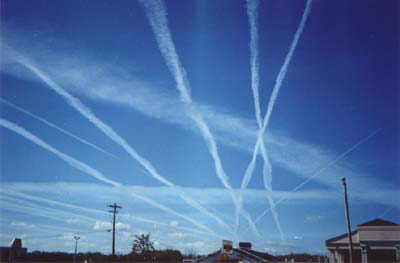
Ineinander verlaufende Kondensstreifen

Der Treibstoffverbrauch von modernen Verkehrsflugzeugen im Reiseflug beträgt zwischen 500 und 3.000 Kilogramm Kerosin pro Stunde und Triebwerk. Eine zweistrahlige Maschine mit einer Sitzplatzkapazität für etwa 200 Fluggäste verbraucht pro Stunde Reiseflug etwa 2500 Kilogramm Treibstoff. Der Kohlendioxidausstoß aus diesem Prozess belastet den Kohlendioxidhaushalt der Atmosphäre in einem gewissen Ausmaß. Außerdem gelangen Rußteilchen und andere Verbrennungsrückstände in die Atmosphäre.
Zu einem nicht unerheblichen Anteil an der Klimaerwärmung trägt auch die Kondensstreifenbildung durch Flugzeuge bei. (Siehe Kondensstreifen – Auswirkungen auf das Klima). Meistens bilden sich Kondensstreifen bei Flughöhen über ca. 8 km, was den Reiseflughöhen fast aller Verkehrsflugzeuge entspricht. Die Wasserdampf und Rußpartikel enthaltenden Triebwerksabgase, die durch die Strahltriebwerke ausgestoßen werden, erfahren zum einen durch die plötzliche Ausdehnung und zum anderen durch die Umgebungstemperatur von ca. −40° C eine starke Abkühlung. Wenn die Temperatur den Taupunkt der Umgebungsluft erreicht hat, bilden sich um die Rußpartikel als Kristallisationskeime die Eiskristalle, welche in ihrer Menge als Kondensstreifen wahrgenommen werden. Das Ausmaß der Kondensstreifenbildung von Verkehrsflugzeugen in Höhen unterhalb von 8 km ist abhängig von der relativen Luftfeuchtigkeit der Umgebungsluft. Liegt diese nahe 100 % bilden sich auch hier Kondensstreifen, welche hier jedoch weniger aus Eiskristallen, sondern aus Wassertröpfchen bestehen.
Der sichtbare Wasserdampf an sich gefährdet nicht die Umwelt. Bei starkem Flugverkehr über bestimmten Landstrichen, über denen sich mehrere Luftstraßen kreuzen, kann man beobachten, dass die Kondensstreifen der verschiedenen Flugzeuge zu einer hohen Schleierwolke verschmelzen und so messbar zu einer reduzierten Sonnenlichtbestrahlung dieser Landstriche führen.